# Neko Hacker
Neko Hacker（ネコハッカー）はseraとかっさんからなる日本のトラックメイカー音楽ユニット。大阪府出身。クリエイター集団OFUTONEの中核メンバー。Kawaii Future Rockという独自のジャンルを開拓し、日本の音楽を世界に広めるため活動している。また、お笑い芸人としても活動。M-1グランプリに参加するなどマルチな才能を発揮している。

## 略歴
2018年
- 3月14日、Field of Forestのメンバーだったseraとかっさんのオリジナルユニットとして活動開始。同日、人気歌い手・利香をゲストボーカルとして迎えた1st EP『From Zero』をリリース。[1]
- 8月、2nd EP『SUMMER』をリリース。[2]

2019年
- 1月、『未来茶屋vol.0』に参加[3]。初のライブを実施。
- 3月、『IMAGINATION vol.1』[4]に参加。
- 4月、『未来茶屋vol.1』[5]に参加。
- 5月、『爽健美茶 25周年キャンペーン』に参加、YUIのLaugh  AwayをRemix(ボーカル:利香)。[6]
- 9月、虹河ラキ×TOKYOWAVE! Feat.Neko Hackerプロジェクト始動。[7]同月、M-1に出場するも結果は一回戦敗退。[8]
- 10月、『未来茶屋vol.2』[9]に参加。同月、Neko Hacker主催のハッカソン「ネコハッカソン」[10]を開催。

2020年
- 1月、初アルバム『Neko Hacker』をリリース。
- 3月、3rd EP『Reincarnation』をリリース。
- 6月、KOTONOHOUSE & Neko Hackerで『One by One feat. KMNZ LIZ』[11]をリリース。
- 9月上旬、M-1出場に向け音楽活動の休止を発表[12]。同月17日、M-1一回戦敗退を受け芸人としての活動を無期限休止、音楽活動の再開を発表した。[13]
- 10月、『アートにエールを!東京プロジェクト』にてネコハカバーチャル化計画を発表。[14]同月、『League of Legends　2020 World Championship』応援ソングとしてホロライブプロダクション所属の湊あくあに『For The Win』を提供。[15]
- 11月、4th EP『Isekai Travel』をリリース。[16]

2021年
- 1月、テレビアニメ「幼女社長」のOPを担当。[16]
- 7月、2ndアルバム『Stray』をリリース。
- 9月2日、M-1の一回戦突破を目標に、音楽活動を休止し、芸人活動を再開。[17]
- 9月8日、M-1の一回戦敗退を受けて、芸人活動を無期限休止し、音楽活動を再開。[18]

2023年
- 4月、テレビアニメ「トニカクカワイイ（シーズン2）」のOPを担当。[19]

## ディスコグラフィ

### シングル
| #   | 配信日         | タイトル                                                | レーベル             |
| --- | -------------- | ------------------------------------------------------- | -------------------- |
| 1st | 2019年2月14日  | 『Chocolate Adventure feat. ななひら』                  | 8710works            |
| 2nd | 2019年4月20日  | 『Home Sweet Home feat. KMNZ LIZ』                      | Miraicha Records     |
| 3rd | 2019年9月1日   | 『ガチで恋するおまえらへ feat. うごくちゃん』           | Miraicha Records     |
| 4th | 2020年6月12日  | 『One by One feat. KMNZ LIZ』                           | Kawaii Dance Records |
| 5th | 2020年6月30日  | 『曖昧サイボーグ feat. うごくちゃん& JungMato』         | Koneko Records       |
|     | 2021年1月14日  | 『Sleep Tight feat. まこと』                            | OFUTONE Records      |
|     | 2021年1月26日  | 『進め!むじなカンパニー』                               | FABTONE RECORDS      |
|     | 2021年4月14日  | 『けーきりろん / ぐっない』                             | FABTONE RECORDS      |
|     | 2021年7月14日  | 『だーいすきだよ feat. をとは』                         | OFUTONE Records      |
|     | 2021年11月13日 | 『After The Rain』                                      | OFUTONE Records      |
|     | 2021年11月27日 | 『Sigh feat. をとは』                                   | OFUTONE Records      |
|     | 2022年5月15日  | 『Pages feat. をとは』                                  | OFUTONE Records      |
|     | 2022年12月24日 | 『Endless Error Loop feat. ななひら』                   | OFUTONE Records      |
|     | 2023年4月7日   | 『刹那の誓い』                                          | Warner Bros. Japan   |
|     | 2023年7月5日   | 『キミイロカラー』                                      | OFUTONE Records      |
|     | 2023年7月15日  | 『オ・ヒ・メ・サ・マ!』六科なじむ(日高里菜)&Neko Hacker | FABTONE              |

### 虹河ラキ×TOKYOWAVE! Feat.Neko Hacker
| #     | 配信日         | タイトル             |
| ----- | -------------- | -------------------- |
| 第1弾 | 2019年9月27日  | 『てをつなごう』     |
| 第2弾 | 2019年10月31日 | 『ほしがふるよる』   |
| 第3弾 | 2019年11月29日 | 『そばにいる』       |
| 第4弾 | 2020年2月7日   | 『スタンバイ』       |
| 第5弾 | 2020年11月12日 | 『どれみのじゅもん』 |
| 第6弾 | 2020年11月19日 | 『ありがとう』       |

### 楽曲提供
- Re:A projecT - 「ケセラセラ」（作詞・作曲）
- ななひら - 「Shuwa*Shuwa Parfait」（作詞・作曲）「Magical Girl」（作詞・作曲）「Home*made Parade」（作詞・作曲）
- ななひら×mega - 「Doki Doki Virus」（作詞・作曲）
- KMNZ - 「R U GAME?」（作曲）
- をとは - 「Digital Life Hacker」（作詞・作曲）「O108ROCKET feat. Neko Hacker」「ジャックポットチャンス feat. Neko Hacker」
- あさましお - 「CIDER」（作詞・編曲）
- CY8ER - 「トーキョーアイデンティティー」（作詞・作曲）
- 湊あくあ - 「For The Win」（作詞・作曲）
- 六科なじむ(日高里菜) - 「ぐっない」「けーきりろん」（作詞・作曲）
- MonsterZ MATE - 「Roulette!」（作曲）
- 星井美希(長谷川明子) - 「DATE PARADE!」（作曲）
- 猫又おかゆ - 「デタバレネコ」（共作詞・作曲）
- 角巻わため, Mori Calliope - 「Reaper vs. Sheep」（共作詞・作曲）
- 雪花ラミィ - 「Fleur」（作詞）
- 沙花叉クロヱ - 「右左君君右下上目きゅるんめちょかわ！」（作曲・MIX）
- 電音部 - 「Do You Even DJ? feat. Neko Hacker」「Do You Even DJ? 2nd feat. Neko Hacker」「ルララルララ」
- NEGI☆U - 「寿司☆でしょ!」（作詞・作曲）
- 夜光性アミューズ -　「エキゾチックテレパシー」（作詞・作曲）
- DIALOGUE+ - 「dialogue+kawaii」（作詞・作曲・編曲）「にゃんぼりーdeモッフィー!!」（編曲）

### タイアップ曲
- テレビアニメ「幼女社長」主題歌 - 「進め！むじなカンパニー」（作詞・作曲）
- 聴くanime「恋は夜空をわたって」主題歌 - 「Sigh feat. をとは」（作詞・作曲）
- 「Cosmic Radio 2024」テーマ曲 - 「夢追う者よ / Neko Hacker feat. をとは」（作詞・作曲）